# Hannes Þór Halldórsson
Hannes Þór Halldórsson  (Reikiavik, Islandia, 27 de abril de 1984) es un cineasta y exfutbolista islandés. Jugaba de portero.

## Trayectoria

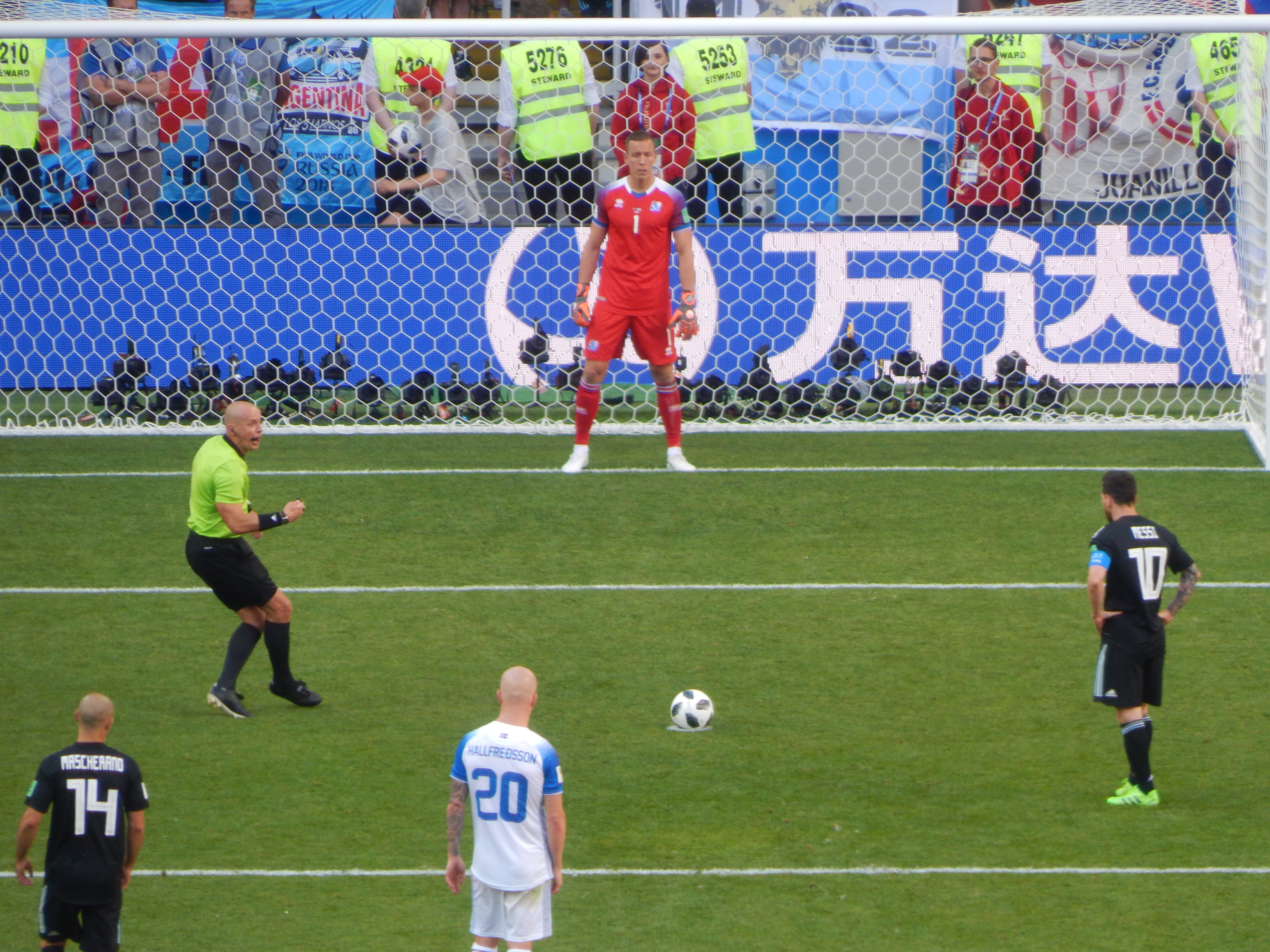
Halldórson en el Mundial de Rusia de 2018, momentos antes de atajarle un penalti a Lionel Messi

Halldórsson desarrolló la gran parte de su carrera deportiva en Islandia jugando para Leiknir Reykjavík, UMFA, Stjarnan, Fram y KR Reykjavík. El 28 de marzo de 2012, fue cedido al SK Brann de Noruega por un corto periodo de tiempo para cubrir al lesionado Piotr Leciejewski.
En diciembre de 2013 fichó por el Sandnes Ulf, también de Noruega, después de haber estado entrenando con el club durante el mes de octubre como preparación para los partidos de la selección islandesa. El 6 de julio de 2015 firmó un contrato de dos temporadas con el NEC Nimega, aunque en marzo fue cedido al F. K. Bodø/Glimt hasta final de campaña.
El 15 de julio de 2016, después de haberse dado a conocer con su participación en la Eurocopa, se incorporó al Randers FC danés para tres temporadas. Finalmente, tras dos campañas en el club danés, se enroló en las filas del Qarabağ FK en julio de 2018. El 5 de abril de 2019, club y jugador llegaron a un acuerdo para rescindir su contrato. Cuatro días más tarde, el 9 de abril, se hizo oficial su fichaje por el Valur Reykjavík hasta 2022. Dejó el club en noviembre de 2021.
En marzo de 2022 anunció su retirada, pero en junio se unió temporalmente al Víkingur Reykjavík ya que el equipo solo disponía de un portero en condiciones de jugar.

## Selección nacional
El 6 de septiembre de 2011 hizo su debut internacional con Islandia, manteniendo su portería invicta en un partido clasificatorio para la Eurocopa 2012 frente a Chipre. Halldórsson fue el portero titular de Islandia en los doce encuentros de la clasificación a la Copa Mundial de Fútbol de 2014.
Disputó su primer torneo internacional al jugar cinco encuentros de la Eurocopa 2016, en la que logró alcanzar los cuartos de final del torneo después de eliminar a Inglaterra. Completó grandes actuaciones en la fase de grupos ante Portugal, Hungría y Austria, siendo el guardameta con más paradas en todo el torneo. El equipo islandés fue el eliminado por el anfitrión, Francia, por 5 a 2.
En el Mundial de Rusia de 2018 fue nuevamente titular con Islandia en los tres partidos de fase de grupos, siendo MVP en el partido ante Argentina al detener un penalti a Lionel Messi en un encuentro que acabó empate a uno.

### Participaciones internacionales
| Torneo                         | Sede    | Resultado        | Partidos | Goles |
| ------------------------------ | ------- | ---------------- | -------- | ----- |
| Eurocopa 2016                  | Francia | Cuartos de final | 5        | 0     |
| Copa Mundial de Fútbol de 2018 | Rusia   | Primera fase     | 3        | 0     |

## Clubes
| Club               | País         | Año       |
| ------------------ | ------------ | --------- |
| Fram Reykjavík     | Islandia     | 2002-2004 |
| Afturelding        | Islandia     | 2005      |
| Leiknir Reykjavík  | Islandia     | 2005      |
| Stjarnan           | Islandia     | 2006      |
| Fram Reykjavík     | Islandia     | 2007-2010 |
| KR Reykjavík       | Islandia     | 2011      |
| SK Brann           | Noruega      | 2012      |
| KR Reykjavík       | Islandia     | 2013      |
| Sandnes Ulf        | Noruega      | 2014-2015 |
| NEC Nijmegen       | Países Bajos | 2015      |
| F. K. Bodø/Glimt   | Noruega      | 2016      |
| Randers FC         | Dinamarca    | 2016-2018 |
| F. K. Qarabağ      | Azerbaiyán   | 2018-2019 |
| Valur Reykjavík    | Islandia     | 2019-2021 |
| Víkingur Reykjavík | Islandia     | 2022      |

## Otras actividades
Además de jugar al fútbol, ha trabajado como director comercial. Dirigió, entre otras cosas, el vídeo de Islandia en el Festival de la Canción de Eurovisión 2012, Never Forget, que fue interpretado por Greta Salomé & Jonsi.
Ha dirigido, entre otras, el documental Jökullinn Ligar (2016) y la película de acción Cop Secret (2021).[cita requerida]

## Palmarés

### Distinciones individuales
| Distinción                               | Año  |
| ---------------------------------------- | ---- |
| MVP contra Argentina en la Copa Mundial. | 2018 |